# Dicranolepis brixhei
Dicranolepis brixhei är en tibastväxtart som beskrevs av De Wild.. Dicranolepis brixhei ingår i släktet Dicranolepis och familjen tibastväxter. Inga underarter finns listade i Catalogue of Life.